# サージダ・ハイラッラー
サージダ・ハイラッラー・タルファーフ（ساجدة خيرالله طلفاح　Sajida Khairallah Talfah、1937年6月24日-）は、イラクの大統領サッダーム・フセインの従姉で第一夫人。ハイラッラー・タルファーフの長女。アドナーン・ハイラッラー元国防相の姉にあたる。
結婚前はバグダードの小学校の教師をしていたが、1963年に結婚して離職した。以後、公的な地位に就くことは無く、イラク国民の前にも滅多に姿を見せなかった。地毛は黒髪であるが、サッダームがブロンドの髪の色をした女性が好みだったことから、1980年代に髪をブロンドに染めている。
少なくとも2003年4月にイラクを出国、おそらくはシリアに滞在していると推測されている。
現在イラク政府から、テロを支援したとして長女ラガドと共に逮捕状が出されている。